# Euplectus duryi
Euplectus duryi är en skalbaggsart som beskrevs av Thomas Casey 1908. Euplectus duryi ingår i släktet Euplectus och familjen kortvingar. Inga underarter finns listade i Catalogue of Life.